# Мудроно (Комо)
Мудроно је насеље у Италији у округу Комо, региону Ломбардија.
Према процени из 2011. у насељу је живело 36 становника. Насеље се налази на надморској висини од 629 м.